# Szitakötő (regény)
A Szitakötő egy 2012-ben megjelent regény Vámos Miklós tollából, melyet az Európa Könyvkiadó adott ki. A Nemzedékünk regénye alcímet viselő könyv nyolc ember életét meséli el, akik az 1950-es években születtek, gyerekkorukban összeismerkedtek egy táborban, majd évtizedeken át kapcsolatban maradtak. A Szitakötő nem pusztán nosztalgiaregény, hanem korrajzként is értelmezhető. Vámos a szereplőin keresztül mutatja be, hogyan élték meg a Ratkó-gyerekek a Magyarországon végbement gazdasági és politikai változásokat.

## Cselekmény
A regény nyolc főszereplője („a 8ak”) találkoznak a Hízótáborban, még gyermekkorukban. Ott összeismerkednek, és megírják saját 12 pontjukat, melyhez az elkövetkező években a 8ak mindegyike tartja magát.
A 8ak alkalmanként újra találkoznak, különböző helyeken és időkben. Együtt nőnek fel, és élik át a Kádár-korszakot, a rendszerváltást, a „fapados magyar kapitalizmust”, jelenünket és lehetséges jövőnket.  

### Szereplők
- Tóth György (Gyuri bácsi): Tibor bácsi legjobb cimborája, egészen az összeveszésük pillanatáig. Elveszi Vicát feleségül, de a pár később szétmegy. Évekkel később kibékülnek, és folytatják közös életüket.
- Rozsos Tibor (Tibor bácsi): Párttaggá váló férfi, aki a rendszerváltás után egy bankban kezd dolgozni. Állását akkor veszti el, mikor a rendőrség letartóztatja. Zsidó származása miatt példát akarnak statuálni vele, ezért az elkövetkező éveket börtönben tölti. Egyik szerelméről kiderül, hogy beépített kommunista kém.
- Nagy Karcsi (Kobra): Zenei tehetséggel bír, de elpocsékolja.  Pazarló életvitele és kommunistaellenes ideológiái miatt figyelik. Utóbbi miatt verekszik össze Tibor bácsival. Korcsulán szeretkezik Jolival. Joli egyik férje, a „népdalkutató” Maros Sándor a Párt megbízásából kémkedik utána.
- Schneider Miklós (Sneci): Selmeczy Jolánt elveszi „névfeleségül”, aki viszont hamar megszabadul tőle. A későbbiekben ő lesz a legkalandvágyóbb, és szert tesz egy Harley-Davidson motorra is.
- Malek László (Malaci): A cigány fiatalember a rendszerváltás után gazdag cégtulajdonos lesz. Fiatal korában szerelmes volt Lencsibabába.
- Szabados Vera Viktória (Vica): Egy teraszon megesett szerelmeskedés után Gyuri bácsi barátnője, majd felesége lesz, de később elválnak, számára érthetetlen okokból. Férjéről kiderül, hogy megcsalta egy stewardesszel, de szemet vetett Vica húgára és egy fiatal roma lányra is.
- Korin Emőke (Lencsibaba): A 8ak őt illették a „szépségkirálynő” címmel, akibe majdnem mindegyik férfi beleszeret kamaszkorában. Lencsibaba kétszer házasodik, de Gyuri bácsihoz, Tibor bácsihoz és Malacihoz is fűzik gyengéd érzelmek.
- Selmeczy Jolán (Joli): A határon túli lány Snecivel kötött névházassága révén kerül át Magyarországra, de a fiúval ellentétben ő nem gondolja komolyan a kapcsolatot, és amint teheti, el is hagyja. Ő írja össze a 8ak 12 pontját, majd évtizedekkel később az ellen 12 pontot is. Joli lesz az egyetlen, kinek nem születik gyermeke.

## A regény szerkezete és témái
A regény E./2.-ben van megírva. Általában valamelyik szereplő narrálja az eseményeket, találkozókat az olvasónak. Minden fejezet valamelyik birtokos személyjellel (én, te, ő, mi, ti, ők) indul. A fejezetek végén leveleket, naplóbejegyzéseket olvashatunk, melyeket valamelyik tag írt, valamint hozzájuk kapcsolódó jelentéseket. A Szitakötőnek összesen tizenöt fejezete van, és minden fejezet között évek-évtizedek telnek el a cselekmény szerint.
A szereplők egymáshoz fűződő viszonyát a regény nagyon részletesen mutatja be, mely állandóan változik, szinte fejezetről fejezetre. A 8ak eleinte barátok, majd kamaszkoruktól kezdve a fiúk és a lányok vonzódni kezdenek egymáshoz. A „Névnászút” című fejezetben hat szereplő intim kapcsolatba kerül, de csak ketten alkotnak egy párt a későbbiekben. Az évek múlásával ki sikeres lesz, ki sikertelen, és utóbbiak féltékennyé vállnak az előbbiekre. A találkozók alkalmával ritkán vannak jelen mind a nyolcan, mert ki személyes, ki egyéb okok miatt nem tud megjelenni.  A 8ak idővel bevonnak kültagokat is; köztük a regény írói hangját, Vass Márton sci-fi-írót. Vass határozza el, hogy túléli nemzedékét, és ír egy róluk szóló regényt.
A Szitakötő a korabeli populáris kultúrával is aktívan foglalkozik, hiszen szereplői szemszögéből láthatjuk a történelem alakulását.  Az egyik karakter szamizdat kiadványokat terjeszt, többen hallgatják a Szabad Európa Rádiót, a Zsiguli és a Trabant kultusza is felbukkan, valamint a világhírű zenekarok számait (és az együttesek neveit) korhűen fonetikus átírással (pl. „Bítlesz”) érzékelteti a szerző, mely a történet előrehaladásával kikopik a szövegből. A politikai tartalom végig érezhető a regényen, de éppen csak annyira, amit a szereplők nézőpontjából leszűrhetünk. Például a 8ak közül többen is párttagok lesznek, hogy javakhoz jussanak, majd a rendszerváltás után leépítés áldozataivá és a közutálat tárgyává vállnak.
A szitakötők motívumként többször is felbukkannak a regény során.